# 東堀前通
東堀前通（ひがしぼりまえどおり）は、新潟県新潟市中央区の町字。現行行政地名は東堀前通1番町から東堀前通11番町。住居表示未実施区域。郵便番号は951-8066。

## 概要
1872年（明治5年）から現在までの町名で、新潟町の町域改編に伴い片原通の一部から改称。東堀通より信濃川寄りにあり、1番町から11番町まである。

### 隣接している町字
北から東回り順に、以下の町字と隣接する。
- 東堀通
- 本町通
- 一番堀通町

## 世帯数と人口
2018年（平成30年）1月31日現在の世帯数と人口は以下の通りである。
| 町丁           | 世帯数  | 人口  |
| -------------- | ------- | ----- |
| 東堀前通1番町  | 20世帯  | 38人  |
| 東堀前通2番町  | 24世帯  | 42人  |
| 東堀前通3番町  | 39世帯  | 65人  |
| 東堀前通4番町  | 48世帯  | 101人 |
| 東堀前通5番町  | 135世帯 | 209人 |
| 東堀前通6番町  | 24世帯  | 39人  |
| 東堀前通8番町  | 55世帯  | 72人  |
| 東堀前通9番町  | 45世帯  | 52人  |
| 東堀前通10番町 | 27世帯  | 48人  |
| 東堀前通11番町 | 28世帯  | 63人  |
| 計             | 445世帯 | 729人 |

## 歴史

### 年表
- 1872年（明治5年） : 新潟町の町域改編に伴い片原通の一部から「東堀前通」に改称する。
- 1879年（明治12年）4月9日 : 新潟町の区制移行により、新潟区の町丁となる。
- 1889年（明治22年）4月1日 : 新潟区の市制施行により新潟市の町丁となる。
- 2007年（平成19年）4月1日 : 新潟市の政令指定都市移行により、中央区の町丁となる。

## 小・中学校の学区
市立小・中学校に通う場合、学区は以下の通りとなる。
| 町丁           | 番地 | 小学校               | 中学校                 |
| -------------- | ---- | -------------------- | ---------------------- |
| 東堀前通1番町  | 全域 | 新潟市立白山小学校   | 新潟市立白新中学校     |
| 東堀前通2番町  | 全域 | 新潟市立白山小学校   | 新潟市立白新中学校     |
| 東堀前通3番町  | 全域 | 新潟市立白山小学校   | 新潟市立白新中学校     |
| 東堀前通4番町  | 全域 | 新潟市立白山小学校   | 新潟市立白新中学校     |
| 東堀前通5番町  | 全域 | 新潟市立白山小学校   | 新潟市立白新中学校     |
| 東堀前通6番町  | 全域 | 新潟市立新潟小学校   | 新潟市立寄居中学校     |
| 東堀前通7番町  | 全域 | 新潟市立新潟小学校   | 新潟市立寄居中学校     |
| 東堀前通8番町  | 全域 | 新潟市立新潟小学校   | 新潟市立寄居中学校     |
| 東堀前通9番町  | 全域 | 新潟市立新潟小学校   | 新潟市立寄居中学校     |
| 東堀前通10番町 | 全域 | 新潟市立日和山小学校 | 新潟市立新潟柳都中学校 |
| 東堀前通11番町 | 全域 | 新潟市立日和山小学校 | 新潟市立新潟柳都中学校 |

## 地域

### 5番町から6番町
主な企業・施設
- 大安食堂
- あぽろん(楽器店)
  - あぽろんミュージックスクール新潟店
- 中央ビルディング

### 7番町
主な企業・施設
- 新潟証券新潟支店
- 北陸銀行新潟支店

### 8番町から9番町
主な企業・施設
- 加島屋本店

### 10番町から11番町
主な企業・施設
- 田中書店
- 竹徳かまぼこ